# Chlorobyrrhulus coruscans
Chlorobyrrhulus coruscans là một loài bọ cánh cứng trong họ Byrrhidae. Loài này được Pascoe miêu tả khoa học năm 1875.